# René Rhinow

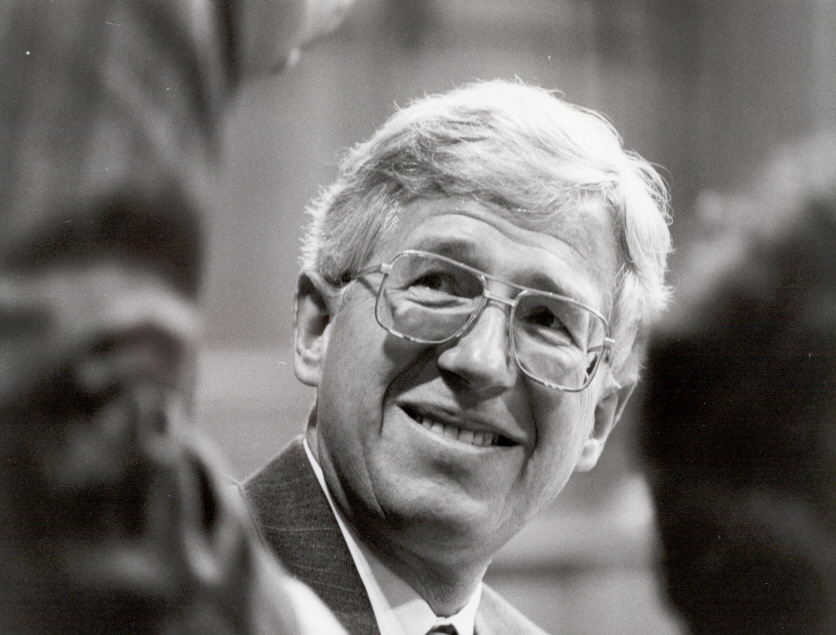
René Rhinow (1990)

René Rhinow (* 29. Dezember 1942 in Basel) ist ein Schweizer Jurist und Politiker der Freisinnig-Demokratischen Partei der Schweiz (FDP). Er war Mitglied des Ständerates für den Kanton Basel-Landschaft vom 30. November 1987 bis zum 5. Dezember 1999, davon ab dem 30. November 1998 als Ständeratspräsident. Von 2001 bis 2011 war er Präsident des Schweizerischen Roten Kreuzes (SRK).

## Biografie
René Rhinow wuchs als Sohn eines Elektrogeräte-Kaufmanns in Basel auf. Nach einem Studium der Rechtswissenschaften promovierte er 1970 zum Dr. iur. und war ab 1978 Privatdozent an der Universität Basel. Von 1978 bis 1981 war er als Verwaltungsgerichtspräsident des Kantons Basel-Landschaft tätig.  Von 1982 bis 2006 war er ordentlicher Professor für Staats- und Verwaltungsrecht an der Universität Basel. In dieser Zeit war er 1985/1986, 1993/1994 und 2000/2001 Dekan der Juristischen Fakultät der Universität. Seine wissenschaftlichen Publikationen betreffen vor allem das Staatsrecht (Demokratie, Grundrechte, Föderalismus), das Verwaltungsrecht, das öffentliche Wirtschaftsrecht und das öffentliche Prozessrecht.
Von 1999 bis 2001 war René Rhinow Präsident der Schweizerischen Multiple Sklerose Gesellschaft, von 1999 bis 2012 Rechtskonsulent bei der Anwaltskanzlei Niederer Kraft und Frey Rechtsanwälte in Zürich, von 2005 bis 2015 Verwaltungsratspräsident der Aquila & Co Zürich sowie von 2012 bis 2015 Präsident der Alzheimer Vereinigung beider Basel. Seit Dezember 2012 bekleidet er die Funktion eines Ombudsmann der AZ Medien AG.
René Rhinow lebt gegenwärtig in der Gemeinde Liestal. Er ist verheiratet und Vater von zwei erwachsenen Töchtern. In der Schweizer Armee war er Oberst im Generalstab, Kommandant einer Panzerhaubitzabteilung, Stabschef einer mechanisierten Division und zuletzt Chef der Sachgruppe Strategie des Armeestabes.

## Politik
Von 1979 bis 1984 war René Rhinow Mitglied des basellandschaftlichen Verfassungsrates sowie 1984 dessen letzter Präsident. Im Jahr 1987 wurde er für die Freisinnig-Demokratische Partei als Nachfolger des Sozialdemokraten Eduard Belser erstmals in den Ständerat, die kleine Kammer der Schweizer Bundesversammlung, gewählt. Er leitete unter anderem die Staatspolitische Kommission, die Aussenpolitische Kommission und die Verfassungskommission des Ständerates sowie die Delegationen beider Räte bei der Interparlamentarischen Union und der Parlamentarischen Versammlung der Organisation für Sicherheit und Zusammenarbeit in Europa (OSZE). Vom 30. November 1998 bis zu seinem Ausscheiden aus dem Ständerat im Dezember 1999 war er dessen Präsident. Hinsichtlich seines Politikstils gilt er als ausgeprägt konsensfähig und als Verfechter der Schweizer Konkordanzdemokratie. Er befürwortete den Beitritt der Schweiz zum Europäischen Wirtschaftsraum (EWR) und zu den Vereinten Nationen (UN) sowie eine Öffnung gegenüber der Europäischen Union (EU). Er war auch Vizepräsident der Gesellschaft Schweiz-UNO.

## Rotes Kreuz
Am 30. Juni 2001 wurde René Rhinow von der Rotkreuzversammlung, dem obersten Organ des Schweizerischen Roten Kreuzes, zum 19. Präsidenten in der Geschichte des SRK gewählt. Er übernahm das Amt am 1. Oktober des gleichen Jahres als Nachfolger von Franz Muheim und trat am 30. Juni 2011 zurück. Kraft seines Amtes war er darüber hinaus einer von fünf Vizepräsidenten der Internationalen Föderation der Rotkreuz- und Rothalbmond-Gesellschaften von 2001 bis 2006. In den Jahren 2011/2012 war er Mitglied des Stiftungsrates der Humanitären Stiftung SRK, von 2011 bis 2013 gehörte er dem Compliance and Mediation Committee der Föderation an.

## Ehrungen und Auszeichnungen
René Rhinow ist Ehrenbürger von Seltisberg und seit 2000 Träger des Großen Goldenen Ehrenzeichen am Bande für Verdienste um die Republik Österreich.

## Werke (Auswahl)
- Wesen und Begriff der Subvention in der schweizerischen Rechtsordnung, Basel/Stuttgart 1971
- Schweizerische Verwaltungsrechtsprechung, Die Rechtsgrundsätze der Verwaltungspraxis, erläutert an Entscheiden der Verwaltungsbehörden und Gerichte, 5. neubearbeitete und erweiterte Auflage des Werkes von Max Imboden, 2 Bände, Basel/Stuttgart 1976, Ergänzungsband zusammen mit Beat Krähenmann 1990
- Rechtsetzung und Methodik, Rechtstheoretische Untersuchungen zum gegenseitigen Verhältnis von Rechtsetzung und Rechtsanwendung, Basel/Stuttgart 1979
- Die schweizerische Sicherheitspolitik im internationalen Umfeld. Basel 1995, ISBN 3-7190-1426-6
- Öffentliches Wirtschaftsrecht, 2. Aufl. Basel 2011, zusammen mit Gerhard Schmid, Giovanni Biaggini und Felix Uhlmann
- Öffentliches Prozessrecht, 3. Aufl. Basel  2014, zusammen mit Heinrich Koller, Christina Kiss, Daniela Thurnherr und Denise Brühl-Moser,
- Schweizerisches Verfassungsrecht, 3. Aufl. zusammen mit Markus Schefer und Peter Uebersax, Basel 2016, ISBN 3-7190-2127-0
- Recht im politischen Prozess. Beiträge zu Institutionen und Reformen im demokratischen Verfassungsstaat. Mit biografischen Anmerkungen, Basel 2017, ISBN 978-3-7190-3945-5.

## Autobiografie
- René Rhinow: Alles mit Mass, Gedanken und Geschichten, Aus dem Leben eines Grenzgängers, Basel 2019, ISBN 978-3-7245-2325-3.